# Skoonheid
Skoonheid, che in lingua afrikaans significa bellezza, è un film del 2011 scritto e diretto da Oliver Hermanus, presentato alla 64ª edizione del Festival di Cannes 2011, nella sezione Un Certain regard e vincitore della Queer Palm, il riconoscimento riservato ai film a tematica LGBT.

## Trama
Il regista Hermanus affronta con crudo realismo il tema del razzismo e dell'omofobia nel Sudafrica contemporaneo. Il protagonista François, cinquantenne afrikaner, residente nella periferia agiata della città di Bloemfontein, una città del Sudafrica centrale, dalla vita apparentemente tranquilla e molto borghese, incontra, dopo molti anni, il figlio universitario di un amico di infanzia, per il quale prova subito una forte attrazione. A poco a poco, l'attrazione per il giovane Christian si trasforma in una vera e propria ossessione, che porterà François a seguire la sua vittima fino a Città del Capo. Nonostante il disprezzo ostentato dal protagonista nei confronti dell'omosessualità e dall'esasperato "machismo" degli uomini della piccola comunità di afrikaner, molti di loro si ritrovano periodicamente per avere rapporti omosessuali. Al gruppo di incontri, però, possono partecipare solo uomini rigorosamente "bianchi" e non dichiaratamente omosessuali, «niente pazze e meticci», dice il protagonista ad un amico che ha infranto le regole.

## Riconoscimenti
- 2011 - Festival di Cannes
  - Queer Palm